# Kościół Matki Boskiej Różańcowej w Żerkowicach
Kościół Matki Boskiej Różańcowej w Żerkowicach – zabytkowy kościół filiarny z pocz. XVI wieku w Żerkowicach, w gminie Lwówek Śląski, w powiecie lwóweckim (woj. dolnośląskie). Należy do dekanatu Lwówek Śląski (Parafia św. Franciszka z Asyżu w Lwówku Śląskim). 

## Architektura
Budynek przebudowany w XVIII i XIX w. Wieża kościoła jest czworoboczna, górą ośmioboczna. W 2014 r. został wykonany remont górnej części wieży i wymieniono pokrycie dachu tej części kościoła.

## Wyposażenie
Wnętrze kościoła wyposażenie jest głównie barokowe (XVIII w.): ołtarze, chrzcielnica, organy, szafa organowa. Na terenie świątyni znajdują się również 4 gotyckie figury z XV–XVII w. Na murze okalającym kościół znajdują się płyty nagrobne z XVII w.

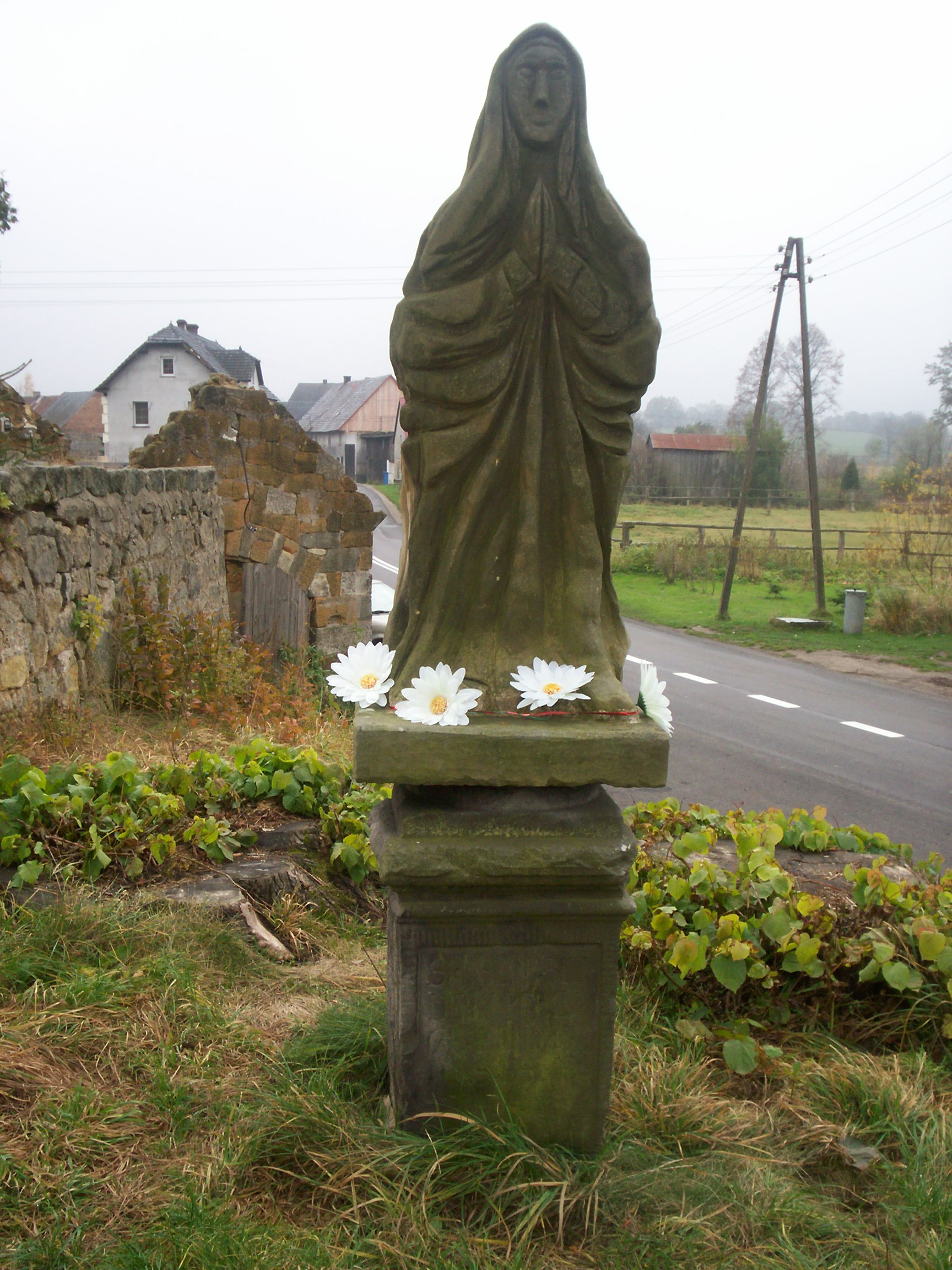
Figura Maryjna przy kościele
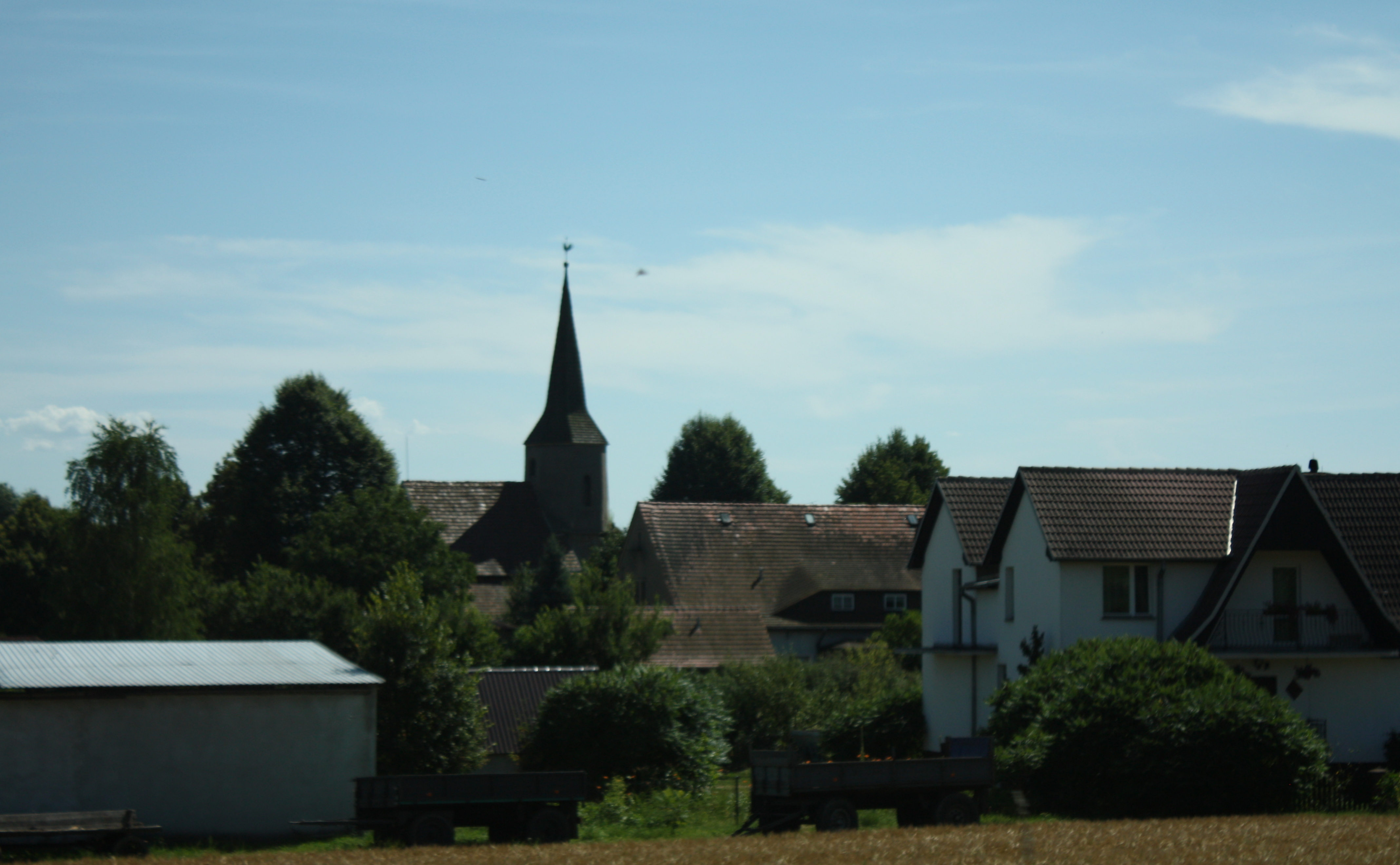
Widok na wieś z kościołem w tle
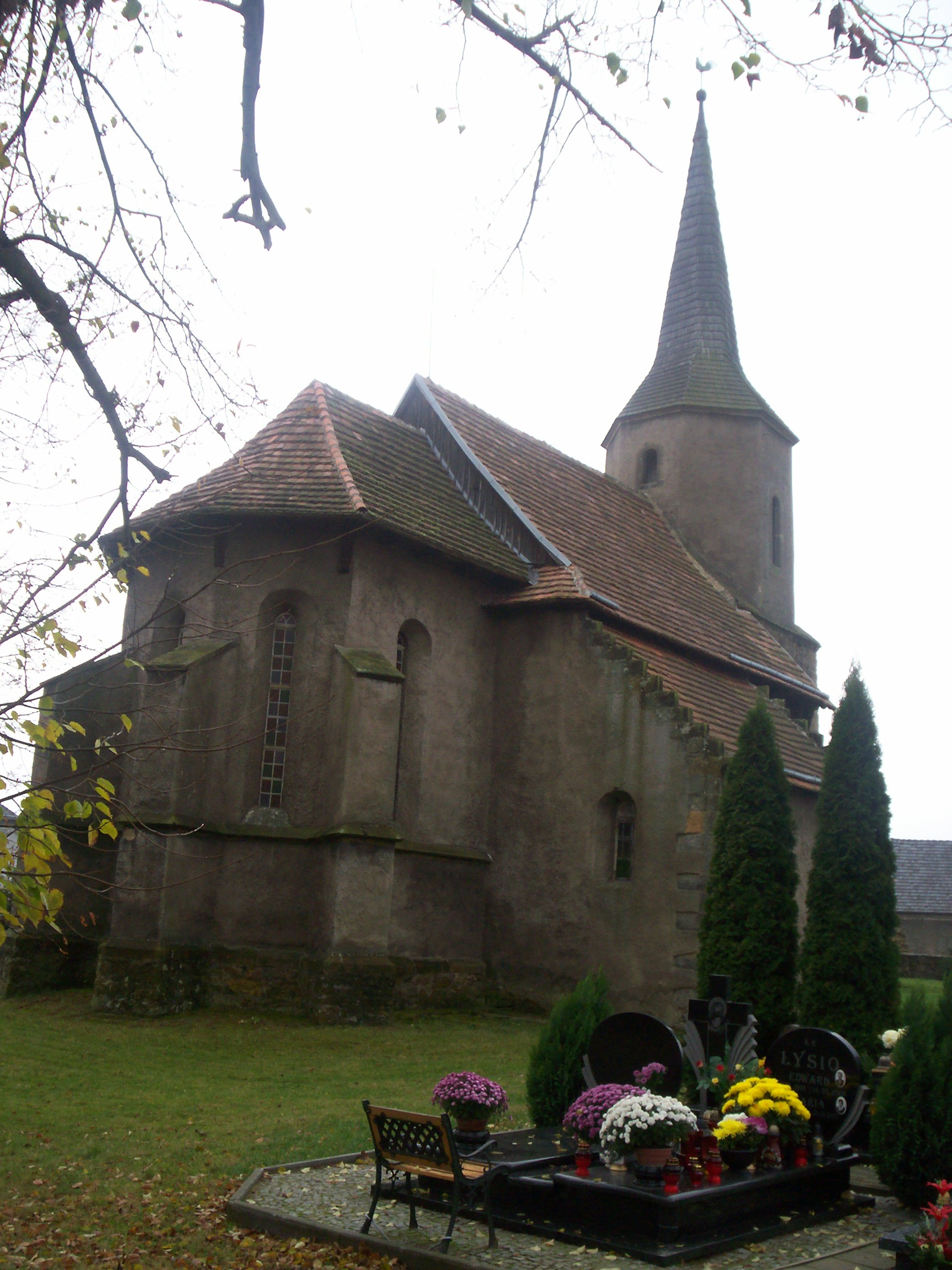
Cmentarz przykościelny i tył kościoła